# Городищенська сільська рада (Луцький район)
Городищенська сільська рада Городищенської сільської територіальної громади (до 2017 року — Городищенська сільська рада Луцького району Волинської області) — орган місцевого самоврядування Волинської області з розміщенням у с. Городище.

## Склад ради
Рада складається з 14 депутатів та голови.
Перші вибори депутатів ради громади та сільського голови відбулись 29 жовтня 2017 року. Було обрано 14 депутатів ради, з них (за суб'єктами висування): самовисування — 5, УКРОП — 4, Всеукраїнське об'єднання «Батьківщина» та Аграрна партія України — по 2, БПП «Солідарність» — 1 депутат.
Головою громади обрали позапартійну самовисуванку Світлану Соколюк, тоді чинного Городищенського сільського голову.
В раді створені три постійні депутатські комісії:
- з питань планування бюджету, фінансів;
- з питань  будівництва та архітектури, земельних відносин,  екології, благоустрою і житлово-комунального господарства;
- з питань депутатської етики, протидії корупції, дотримання прав людини, законності, регламенту, соціального захисту населення, освіти, культури, молоді і спорту.

## Історія
До 14 листопада 2017 року — адміністративно-територіальна одиниця в Луцькому районі Волинської області з підпорядкуванням сіл Городище, Григоровичі та Мартинівка. Рада складалась з 12 депутатів та голови.

### Керівний склад сільської ради
| ПІБ                        | Основні відомості                                                               | Дата обрання | Дата звільнення |
| -------------------------- | ------------------------------------------------------------------------------- | ------------ | --------------- |
| Соколюк Світлана Василівна | Сільський голова, 1965 року народження, освіта, позапартійна                    | 26.03.2006   | 31.10.2010      |
| Соколюк Світлана Василівна | Сільський голова, 1965 року народження, освіта середня спеціальна, позапартійна | 31.10.2010   |                 |

Примітка: таблиця складена за даними джерела

### Населення
Згідно з переписом УРСР 1989 року чисельність наявного населення села становила 760 осіб, з яких 332 чоловіки та 428 жінок.
За переписом населення України 2001 року в селі мешкали 843 особи.

### Мова
Розподіл населення за рідною мовою за даними перепису 2001 року:
| Мова       | Відсоток |
| ---------- | -------- |
| українська | 99,29 %  |
| російська  | 0,71 %   |